# Abdón Prats
Abdón Prats Bastidas (Artà, 17 dicembre 1992) è un calciatore spagnolo, attaccante del Maiorca.

## Carriera
Ha giocato nella prima divisione spagnola.

## Palmarès

### Individuale
- Capocannoniere della Coppa di Spagna: 1

2023-2024 (5 reti, ex aequo con Asier Villalibre e Tasos Douvikas)